# Duguetia lucida
Duguetia lucida là loài thực vật có hoa thuộc họ Na. Loài này được Urb. mô tả khoa học đầu tiên năm 1899.